# Hellalive
Hellalive es el primer álbum en directo de la banda estadounidense de heavy metal Machine Head, lanzado a través de Roadrunner Records en 2003.
Se lanzó para poder rescindir contrato con Roadrunner Records (poco después lanzaron Through the Ashes of Empires). El antiguo guitarrista de la banda Vio-Lence Phil Demmel aparece en las canciones "None But My Own" y "The Burning Red", en lugar de Ahrue Luster.

## Lista de canciones
1. "Bulldozer" – 5:01
2. "The Blood, the Sweat, the Tears" – 4:16
3. "Ten Ton Hammer" – 5:01
4. "Old" – 4:59
5. "Crashing Around You" – 5:31
6. "Take My Scars" – 5:04
7. "I'm Your God Now" – 6:22
8. "None But My Own" – 7:16
9. "From This Day" – 5:09
10. "American High" – 3:34
11. "Nothing Left" – 5:33
12. "The Burning Red" – 6:09
13. "Davidian" – 6:00
14. "Supercharger" – 7:35

## Personal
- Robb Flynn - voz, guitarra
- Phil Demmel - guitarra líder (pistas 8 y 12)
- Adam Duce - bajo
- Dave McClain - batería
- Ahrue Luster - guitarra líder (pistas 1-7, 9-11, 13 y 14)